# Крефт Галина Сергіївна
Галина Сергіївна Алексєєва (Крефт) (нар. 14 березня 1950, Ленінград — пом. 23 лютого 2005, Санкт-Петербург) — радянська спортсменка (веслування на байдарках), олімпійська чемпіонка з 1976 року; заслужений майстер спорту СРСР з 1976 року.

## Біографія
Народилася 14 березня 1950 року в місті Ленінграді (тепер Санкт-Петербург, Російська Федерація). Член КПРС з 1978 року. Закінчила Державний двічі орденоносний інститут фізичної культури імені Петра Лесгафта. Виступала за «Зеніт» (Ленінград).
Померла у Санкт-Петербурзі 23 лютого 2005 року.

## Спортивні досягнення
- Олімпійська чемпіонка (1976 — двійка 500 метрів, з Ніною Трофімовою);
- Срібний призер Олімпійських ігор (1980 — двійка 500 метрів, з Ніною Трофімовою);
- Срібний призер чемпіонатів світу (1975, 1979 — одинак 500 метрів, 1975 — двійка 500 метрів, 1974, 1975, 1979, 1983 — четвірка 500 метрів);
- Чемпіонка СРСР (1974, 1976, 1977, 1979)[1].

## Нагороди
- орден Дружби народів;
- орден «Знак Пошани»;
- медаль «За трудову доблесть»[1].